# Тихоновка (Красноперекопский район)
Ти́хоновка (до 1948 года Тихоновка и Казённый участок № 4; укр. Тихоновка, крымскотат. Tihonovka, Тихоновка) — исчезнувшее село в Красноперекопском районе Республики Крым, располагавшееся на севере района, на Перекопском перешейке, на северном берегу озера Старое, примерно в 2,5 км к северо-востоку от современного села Почётное.

## История
Впервые в доступных источниках село встречается в Статистическом справочнике Таврической губернии 1915 года, согласно которому в деревне Тихоновка (казённый участок № 3) Воинской волости Перекопского уезда числилось 8 дворов с русским населением в количестве 65 человек приписных жителей, из которых 33 мужчин и 32 женщины. О владении землёй сведений нет, в хозяйствах имелось 70 лошадей.
После установления в Крыму Советской власти, по постановлению Крымревкома от 8 января 1921 года № 206 «Об изменении административных границ» была упразднена волостная система, Перекопский уезд переименовали в Джанкойский, в котором был образован Ишуньский район, в состав которого включили село, а в 1922 году уезды получили название округов. 11 октября 1923 года, согласно постановлению ВЦИК, в административное деление Крымской АССР были внесены изменения, в результате которых округа были отменены, Ишуньский район упразднён и село вошло в состав Джанкойского района. Согласно Списку населённых пунктов Крымской АССР по Всесоюзной переписи 17 декабря 1926 года, в селе Тихоновка (Казённый участок № 3), Армяно-Базарского сельсовета Джанкойского района, числилось 15 дворов, все крестьянские, население составляло 59 человек, все русские. Постановлением ВЦИК от 30 октября 1930 года был восстановлен Ишуньский район и село, вместе с сельсоветом, включили в его состав. Постановлением Центрального исполнительного комитета Крымской АССР от 26 января 1938 года Ишуньский район был ликвидирован и создан Красноперекопский район с центром в поселке Армянск (по другим данным 22 февраля 1937 года), в который вошло село. На километровой карте РККА 1941 года в Тихоновке (она же 4-й Казенный участок) обозначено 35 дворов.
С 25 июня 1946 года Тихоновка в составе Крымской области РСФСР. Указом Президиума Верховного Совета РСФСР от 18 мая 1948 года, 4-й Казенный участок и Тихоновку объединили и переименовали в Тихоновку. 26 апреля 1954 года Крымская область была передана из состава РСФСР в состав УССР. Ликвидирована до 1960 года, поскольку в «Справочнике административно-территориального деления Крымской области на 15 июня 1960 года» селение уже не значилось (согласно справочнику «Крымская область. Административно-территориальное деление на 1 января 1968 года» — в период с 1954 по 1968 годы, как село Почётненского сельсовета).